# トニー・ムサンテ
トニー・ムサンテ（Tony Musante、1936年6月30日 - 2013年11月26日）は、アメリカ合衆国の俳優である。本名はアンソニー・ピーター・ムサンテ（Anthony Peter Musante）。テレビドラマ『刑事トマ』の主演で最もよく知られている。

## 経歴
1936年6月30日、コネチカット州ブリッジポートに生まれる。1958年にオーバリン大学を卒業。1962年に結婚。
1971年、映画『ラスト・ラン/殺しの一匹狼』でジョージ・C・スコットと共演する。1973年から1974年にかけて放映されたテレビドラマ『刑事トマ』では、スーザン・ストラスバーグとともに主演を務めた。1976年、舞台『二十七台分の綿花』でメリル・ストリープと共演する。1997年、テレビドラマ『OZ/オズ』で犯罪組織の頭領を演じる。
2013年11月26日、ニューヨーク州マンハッタンの病院にて、口腔手術ののちの出血により死去。77歳没。

## フィルモグラフィー

### 映画
- 泥棒を消せ（1965年）
- ある戦慄（1967年）
- 豹/ジャガー（1968年）
- 刑事（1968年）
- ベニスの愛（1970年）
- 歓びの毒牙（1970年）
- 傷だらけの挽歌（1971年）
- ラスト・ラン/殺しの一匹狼（1971年）
- パッショネイト 悪の華（1984年）
- スキャンダル 愛の罠（1985年）
- ロー・アンド・オーダー/切り裂かれた死体（1998年）
- ディープエンド・オブ・オーシャン（1999年）
- 裏切り者（2000年）
- アンダーカヴァー（2007年）

### テレビ
- 逃亡者(1966年)　#103 ー　ビリー
- 刑事トマ（1973年 - 1974年）
- OZ/オズ（1997年）